# Balfarg und Balbirnie
Balfarg und Balbirnie sind offenbar zusammengehörige prähistorische Grabstätten- und Kultplätze. Sie lagen, vor der Verlegung der Anlage von Balbirnie, westlich der A92 von Glenrothes nach Dundee nur etwa 200 m voneinander entfernt in der schottischen Council Area Fife. 
Die Anlage ist als Scheduled Monument geschützt.

## Balfarg
Balfarg ist eines der wenigen Henges Schottlands, das ausgegraben wurde und wertvolle Informationen lieferte. Das Henge ist heute völlig von einer modernen Wohnanlage umgeben. Luftbilder zeigten einen fast vollständig verfüllten Graben von etwa 60 m Durchmesser, der sich auf drei Seiten in einem Bogen erstreckte. Auf der südlichen Seite lag eine natürliche, durch Bodenerosion gefüllte Schlucht. Zum Zeitpunkt der archäologischen Grabung in den Jahren 1977 und 1978 gab es nur noch zwei Menhire. Im Zentrum liegt eine Platte, die als Deckstein des Grabes einer jüngeren männlichen, mit Grabbeigaben bestatteten Person, identifiziert wurde. Die Untersuchung ergab, dass der Platz zwischen 2900 und 1400 v. Chr. mehrperiodig genutzt wurde. Kreise aus Balken und Pfosten und ein Ring aus Steinen wurden nachgewiesen. 
Es war anscheinend zunächst eine ebene Plattform von über 60 Meter Durchmesser innerhalb eines Kreises, der vielleicht noch nicht durch einen Graben markiert war. Dies zeigt die Verbrennung von Holz und Knochen und einer Reihe von Fragmenten großer Töpfe, die gefunden wurden. Kurze Zeit später wurden in der Mitte der Plattform 16 unterschiedlich hohe Holzpfosten mit einem Gewicht bis zu fünf Tonnen errichtet. Der Verlauf eines Kreises ist heute durch niedrige Pfosten markiert.

## Balbirnie
In der Nähe (56° 12′ 50,1″ N, 3° 9′ 10,8″ W) liegt der aus einst 10 Steinen bestehende leicht ovale Kreis von Balbirnie. Er hat 15 m Durchmesser und umschließt eine große und mehrere kleine später eingebrachte rechteckige Steinstrukturen, die denen von Carnapple in West Lothian und den Stones of Stenness auf Orkney gleichen. 
Es scheint, dass die beiden Denkmäler in etwa zur gleichen Zeit entstanden sind, aber Balbirnie offenbar länger als Balfarg genutzt wurde.